# スワン・プリンセス2/魔王の城
『スワン・プリンセス2/魔王の城』（スワン・プリンセスツー/まおうのしろ、原題：The Swan Princess: Escape from Castle Mountain / The Swan Princess and the Secret of the Castle）は、1997年7月18日に発売されたアメリカ合衆国のアニメーション映画。1994年のアニメーション映画『スワン・プリンセス/白鳥の湖』の続編で、オリジナルビデオとして制作された。本作は前作と同じ、リチャード・リッチが監督、ブライアン・ニッセンが脚本を務めている。
日本では1997年10月22日にソニー・ピクチャーズ エンタテインメントから日本語吹替版と字幕スーパー版のVHSが発売されており、DVD化されなかった。

## キャスト
| 役名         | 英語版声優                 | 日本語吹替                          |
| ------------ | -------------------------- | ----------------------------------- |
| オデット姫   | ミシェル・ニカストロ       | 大野留美子（台詞） 麻生かほ里（歌） |
| デレク王子   | ダグラス・シルズ           | 森川智之（台詞） 井上正樹（歌）     |
| クラビウス   | ジェイク・ウィリアムソン   | 壤晴彦                              |
| ユバータ王妃 | クリスティ・ランダース     | 井上瑤                              |
| ジャン＝ボブ | ドナルド・セイジ・マッケイ | 中尾隆聖                            |
| スピード     | ダグ・ストーン             | 小森創介                            |
| パフィン中尉 | スティーヴ・ヴィノヴィッチ | 川久保潔                            |
| ロジャース卿 | ジョセフ・メドラーノ       | 納谷六朗                            |
| チェンバレン | ジェームズ・アーリントン   | 掛川裕彦                            |
| ナックルズ   | ジョーイ・ケイメン         | 玄田哲章                            |
| 従者ブロム   | オーウェン・ミラー         | 梅津秀行                            |
| ブリジット   | ロージー・マン             | 滝沢ロコ                            |

## スタッフ
- 監督：リチャード・リッチ（英語版）
- 製作：リチャード・リッチ、ジャレッド・F・ブラウン
- 脚本：ブライアン・ニッセン
- 原案：リチャード・リッチ、ブライアン・ニッセン
- 製作総指揮：セルドン・O・ヤング、ジャレッド・F・ブラウン、K・ダグラス・マーティン
- 音楽：レックス・デ・アゼベート（英語版）
- 撮影：トム・シェパード
- 編集：ジェームズ・コフォード

## 日本語版制作スタッフ
- 演出：松岡裕紀
- 翻訳・訳詞：桜井裕子
- 調整：吉田佳代子
- プロデュース：吉岡美惠子
- 制作担当：神部宗之、稲毛弘之
- 日本語版制作：（株）東北新社

## 関連商品
VHS
- 「スワン・プリンセス2/魔王の城 日本語吹替版」（ソニー・ピクチャーズ エンタテインメント、1997年10月22日発売）BNS-25029
- 「スワン・プリンセス2/魔王の城 字幕スーパー版」（ソニー・ピクチャーズ エンタテインメント、1997年10月22日発売）BCS-25029